# Вартанов, Анри Суренович
Анри́ Суре́нович Варта́нов (8 марта 1931, Тифлис, СССР — 30 мая 2019, Москва) — советский и российский киновед, телевизионный критик, доктор филологических наук, профессор.
С 1974 года — заведующий сектором художественных проблем массовых коммуникаций Государственного института искусствознания (с 2013 года — сектор медийных искусств).

## Биография
Родился 8 марта 1931 года в Тифлисе. Учился в Москве. В 1954—1955 годы окончил последовательно факультет журналистики и исторический факультет МГУ (отделение истории и теории искусства). Затем поступил в аспирантуру Института истории искусства АН СССР (ныне — Государственный институт искусствознания МК РФ). В 1958 году защитил диссертацию на соискание степени кандидата искусствоведения по теме «К вопросу о претворении образов литературы в других видах искусства (на материале работ советских книжных иллюстраторов)». В 1959 году вступил в КПСС.
В 1989 году на факультете журналистики МГУ защитил диссертацию на соискание учёной степени доктора филологических наук по теме «Образные ресурсы фотопублицистики».
В 1962–1964 годах вёл семинар «От неореализма — к новой волне» на сценарном отделении Высших курсов сценаристов и режиссёров .
В 1964–1998 годах преподавал на факультете журналистики МГУ (на кафедре периодической печати и кафедре литературно-художественной критики): преподаватель, старший преподаватель, доцент, профессор. 
В 1998–1999 годах преподавал в Гуманитарном институте радио и телевидения.
Член Союза кинематографистов СССР.
В последние годы жизни тяжело болел. Скончался 30 мая 2019 года от тромбоза. Похоронен в селе Тарасовка Московской области.

## Научная и творческая деятельность
Выступал в печати по вопросам киноискусства, телевидения и медиа с 1956 года. Автор многих работ по проблемам функционирования средств массовой коммуникации в социуме в журналах «Искусство кино», «Вопросы литературы», «Литературное обозрение», «Театр», «Искусство», «Советская музыка», «Советский экран», «Музыкальная жизнь», «Советская эстрада и цирк», «Советское радио и телевидение» (Телевидение и радиовещание), «Советское фото» (в нём в течение многих лет был членом редколлегии).
Телевизионный обозреватель журнала «Журналист» (1993—2016). Ведущий еженедельной телевизионной рубрики газеты «Труд» (1991—2006). Обозреватель телевизионной продукции (внутренние рецензии) на канале «ТВ Центр» (2001–2012).
В разные годы вёл на телевидении авторские циклы передач по вопросам кино («Лучшие фильмы советского кино», 1961, «XX век в кадре и за кадром», 1991 и др.), а также циклы программ, посвящённых любительской фотографии и современному телевизионному творчеству.
Несколько раз (начиная с 1971 года, Минск) был членом жюри на Всесоюзных фестивалях-конкурсах телевизионных фильмов. Выступал с публичными лекциями по вопросам фотографии, кино и телевидения, с длительными лекционными поездками (Краснодарский край, 1972).